# Саранское сельское поселение
Сара́нское се́льское поселе́ние  — упразднённое муниципальное образование в составе Полесского района Калининградской области.
Административный центр — посёлок Сосновка.

## История
Саранское сельское поселение образовано 30 июня 2008 года в соответствии с Законом Калининградской области № 260, в его состав вошли территории Сосновского и Саранского сельских округов.
Законом Калининградской области от 18 октября 2016 года № 5, 1 января 2017 года все муниципальные образования Полесского муниципального района — Полесское городское поселение, Головкинское, Залесовское, Саранское и Тургеневское сельские поселения — были преобразованы, путём их объединения, в Полесский городской округ.

## Население
| \| 2002[4] \| 2010[5] \| 2012[6] \| 2013[7] \| 2014[8] \| 2015[9] \| 2016[1] \| \| ------- \| ------- \| ------- \| ------- \| ------- \| ------- \| ------- \| \| 2209 \| ↗4025 \| ↗4050 \| ↗4088 \| ↘4056 \| ↘4037 \| ↘3990 \| 1000 2000 3000 4000 5000 2010 2016 |       |       |       |       |       |       |
| 2002 | 2010  | 2012  | 2013  | 2014  | 2015  | 2016  |
| 2209 | ↗4025 | ↗4050 | ↗4088 | ↘4056 | ↘4037 | ↘3990 |

## Состав сельского поселения
| №  | Населённый пункт | Тип населённого пункта          | Население |
| -- | ---------------- | ------------------------------- | --------- |
| 1  | Берёзовка        | посёлок                         | ↘104      |
| 2  | Богатово         | посёлок                         | ↗159      |
| 3  | Григорьевка      | посёлок                         | ↗32       |
| 4  | Ельниково        | посёлок                         | ↗81       |
| 5  | Заповедники      | посёлок                         | ↘25       |
| 6  | Изобильное       | посёлок                         | ↘161      |
| 7  | Ильичёво         | посёлок                         | ↘293      |
| 8  | Красный Бор      | посёлок                         | ↗171      |
| 9  | Ломоносовка      | посёлок                         | ↘161      |
| 10 | Марксово         | посёлок                         | ↗81       |
| 11 | Междулесье       | посёлок                         | →48       |
| 12 | Новая Деревня    | посёлок                         | ↗584      |
| 13 | Петино           | посёлок                         | ↗101      |
| 14 | Саранское        | посёлок                         | ↗1055     |
| 15 | Сосновка         | посёлок, административный центр | ↘912      |
| 16 | Февральское      | посёлок                         | ↘444      |
| 17 | Шолохово         | посёлок                         | ↘13       |

## Местное самоуправление
Председатели Совета депутатов
- с 2008 по 2015 год — Бобер Евгений Владимирович
- Куренкова Галина Михайловна, глава поселения

Главы администрации
- с 2015 года — Бобер Евгений Владимирович